# Stan (wzorzec projektowy)
Stan – czynnościowy wzorzec projektowy, który umożliwia zmianę zachowania obiektu poprzez zmianę jego stanu wewnętrznego.
Innymi słowy – uzależnia sposób działania obiektu od stanu w jakim się aktualnie znajduje.

## Przykład zastosowania
Rozważmy aplikację, której zadaniem jest rysowanie różnych obiektów za pomocą różnych komponentów. Aplikacja taka może posiadać abstrakcyjny interfejs reprezentujący narzędzie do rysowania implementowany przez klasy konkretnych narzędzi. Klasa główna będzie wywoływać odpowiednie narzędzie do rysowania - w zależności od tego w jakim będzie stanie. W sekcji przykłady znajduje się przykładowy kod rozwiązujący powyższy problem.

## Konsekwencje
Do plusów korzystania z tego wzorca należy możliwość łatwego dodawania kolejnych narzędzi.

## Przykłady
- Zobacz przykłady zastosowania wzorca na stronie Wikibooks